# Оружие для дистанционного обездвиживания

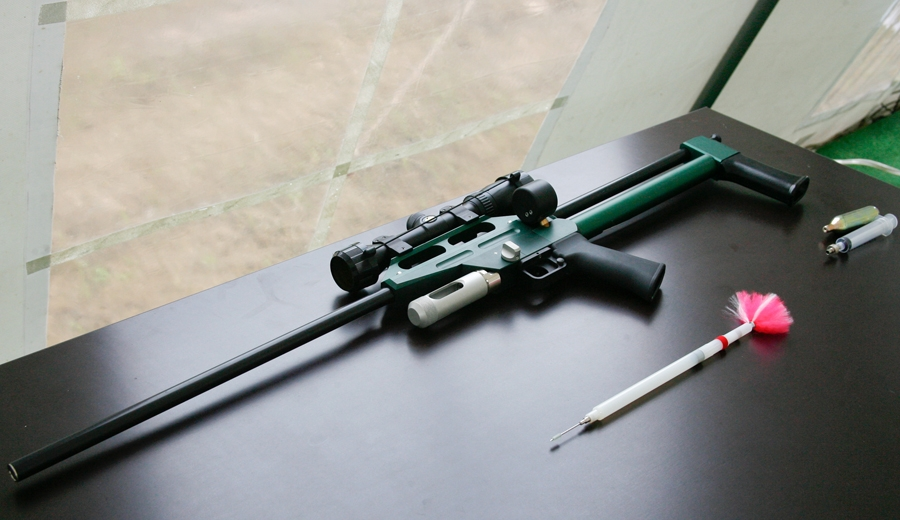
Пневматическое ружьё и дротик

Оружие для дистанционного обездвиживания — огнестрельное или пневматическое оружие, которое стреляет специальными дротиками-шприцами с транквилизаторами или другими препаратами. Может использоваться для обездвиживания животных или вакцинации..

## История
В 1958 году серийный выпуск «летающих шприцев» был освоен в США, в дальнейшем револьверы и ружья, стреляющие металлическими или пластмассовыми шприцами и дротиками с транквилизаторами начали выпускать и использовать в Новой Зеландии, Великобритании и других странах.
В 1966 году их начали использовать для обездвиживания белых медведей.
В 1967 году имели место первые эксперименты по обездвиживанию животных в СССР, для этой цели была разработана полая 5,6-мм пуля конструкции В. А. Комарова с порошком дитилина, выстрел которой мог быть произведен из стандартной малокалиберной винтовки. Такие пули успешно использовались для обездвиживания оленей. В марте — апреле 1967 года на Земле Франца-Иосифа были проведены эксперименты по обездвиживанию белых медведей, в ходе которых было установлено, что применение малокалиберной пули .22 LR с порошковым транквилизатором по столь крупным животным недостаточно эффективно. В марте — апреле 1969 года на острове Врангеля прошли испытания советских ружей с «летающими шприцами», снаряженных раствором дитилина и сернилана. Было установлено, что раствор сернилана является более эффективным средством. В дальнейшем их начали использовать для обездвиживания морских котиков, диких северных оленей и лосей.
В США в октябре 1967 года был предложен и запатентован способ переделки стандартной однозарядной пневматической винтовки в устройство для отстрела шприца с транквилизатором. В 1970е годы их начали использовать в Канаде (ими вооружили бригаду ветеринаров в городе Черчилл, которая обездвиживала белых медведей, уходивших за пределы местного заповедника и проникавших в город - а затем возвращала спящих животных обратно в места обитания).
В Дании в 1970е годы ветеринар по фамилии Йенсен использовал для обездвиживания животных двухметровую бамбуковую духовую трубку, изготовленную по образцу охотничьих духовых трубок южноамериканских индейцев и стрелявшую иглами со снотворным.
В середине 1970х годов дистанционную иммобилизацию методом отстрела инъектора диких животных освоили в ГДР (для обездвиживания хищников применяли эторфин, для обездвиживания жвачных животных — ксилазина гидрохлорид).
В первой половине 1970х годов в СССР испытывались новые способы обездвиживания животных. В это время отдел техники ЦНИЛ Главохоты РСФСР изготовил и испытал партию экспериментальных 9-мм патронов для обездвиживания животных из карабина «Лось» со специальной пулей (снаряженных 50 % дитилиновой пастой на обезвоженном пчелином меду), а также «летающие иглы» для отстрела из ружей 16-го калибра. В середине 1970х годов в московской госохотинспекции были разработаны инъекторы для отстрела из ружей 12-го калибра и сигнального пистолета СПШ-44. В ходе испытаний нескольких вариантов средств дистанционной иммобилизации в виде пуль и шприцев («пули В. А. Комарова», контейнерной пули, «приспособления И. И. Новиченкова» и «иглы Ю. А. Герасимова») в 1977 году наилучшие результаты были получены при стрельбе ружейными патронами 12-го калибра, снаряженными «пулей Комарова» и «приспособлением И. И. Новиченкова». Во второй половине 1980х годов в СССР для иммобилизации животных использовались однозарядные ружья ИЖ-18М 28-го калибра с цилиндрической сверловкой ствола, обеспечивающие отстрел шприца со снотворным на дальность до 80 метров с помощью холостого патрона. В 1993 году для этих целей Вятско-Полянский машиностроительный завод «Молот» начал выпуск однозарядного ружья ОФ-93.

## Устройство дротика
Дротик представляет собой шприц, который при попадании в тело животного вводит внутримышечно препарат.
В качестве транквилизатора может применяться дитилин, сернилан, эторфин, ксилазина гидрохлорид, Azaperone, Combelen, Domosedan, Dormicum, мидазолам, фентанил, галоперидол, Haldol, Immobilon, кетамин, диазепам и тиопентал натрия.

## В культуре и искусстве
В фильме «Невероятные приключения янки в Африке» один из главных героев применяет это оружие для обездвиживания браконьеров.